# 太龙镇
太龙镇，是中华人民共和国重庆市万州区下辖的一个乡镇级行政单位。

## 行政区划
太龙镇下辖以下地区：
太阳溪社区、向坪社区、大田社区、大旗村、栏木村、蓼叶村、万丰村、横山村、五旁村、龙滩村和仙鹤村。